# هیچ‌کس پس از مرگمان از ما یاد نخواهد کرد
هیچ‌کس پس از مرگمان از ما یاد نخواهد کرد (اسپانیایی: Nadie hablará de nosotras cuando hayamos muerto‎) یک فیلم درام اسپانیایی به کارگردانی آگوستین دیاس یانس است که در سال ۱۹۹۵ منتشر و در همان سال برندهٔ جایزه گویا برای بهترین فیلم شد. بیشتر صحنه‌های بیرونی فیلم در شهر مادرید تصویربرداری شده است.

## گزیدهٔ بازیگران
- بیکتوریا آبریل
- پیلار باردم
- فدریکو لوپی
- برونو بیچیر
- دمیان بیچیر
- مارتا آئورا